# Edward Stanley, 2. Baron Stanley of Alderley

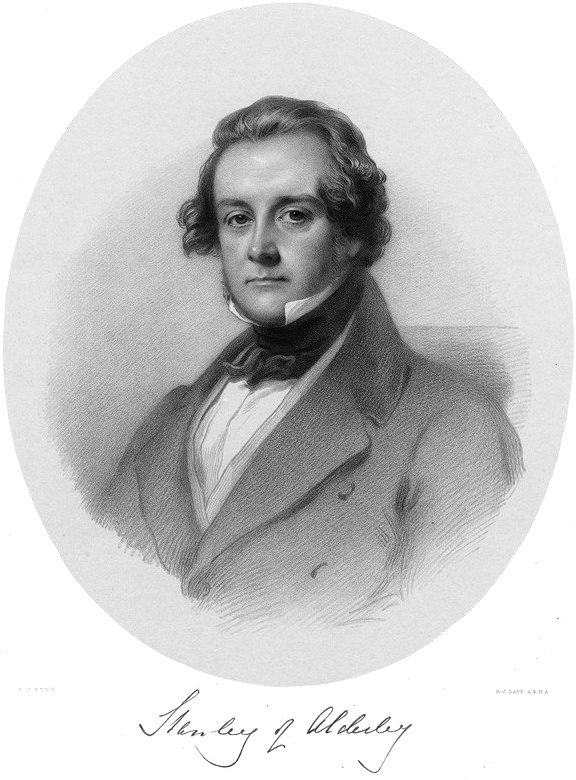
Edward Stanley, 2. Baron Stanley of Alderley (1856)

Edward John Stanley, 2. Baron Stanley of Alderley, 1. Baron Eddisbury, PC (* 13. November 1802; † 16. Juni 1869) war ein britischer Politiker der Whigs sowie der Liberal Party, der unter anderem drei Mal Paymaster General sowie Präsident des Board of Trade und Postmaster General war.

## Leben

### Familie, Unterhausabgeordneter und Unterstaatssekretär
Stanley war der ältere Sohn von Sir John Thomas Stanley, 7. Baronet, der zwischen 1790 und 1796 für die Whigs Abgeordneter des House of Commons war und am 9. Mai 1839 als Baron Stanley of Alderley, of Alderley in the County of Chester, zum erblichen Peer erhoben wurde. Seine Mutter war Lady Maria Josepha Holroyd, Tochter des John Baker-Holroyd, 1. Earl of Sheffield.
Er selbst absolvierte nach dem Besuch des Eton College ein Studium am Christ Church der Universität Oxford. Am 29. April 1831 wurde er als Whig-Abgeordneter für den Wahlkreis Hindon in Wiltshire ins House of Commons. Nach der Auflösung seines Wahlkreises wurde er bei den Parlamentswahlen am 17. Dezember 1832 als Abgeordneter für den neugebildeten Wahlkreis Cheshire North wiedergewählt und hatte dieses Mandat bis zum 12. Juli 1841 inne.
Während der Amtszeit von Premierminister Charles Grey, 2. Earl Grey war er von 1833 bis 1834 Unterstaatssekretär im Kolonialministerium (Colonial Office) sowie im nachfolgenden Kabinett von Premierminister William Lamb, 2. Viscount Melbourne zwischen Juli und November 1834 Unterstaatssekretär im Innenministerium (Home Office). In der zweiten Regierung von William Lamb, 2. Viscount Melbourne, war er von April 1835 bis August 1841 Sekretär des Schatzamtes (HM Treasury). Zugleich übernahm er von Juni bis September 1841 erstmals die Funktion des Generalzahlmeisters (Paymaster General) und wurde zugleich Mitglied des Privy Council.
Zu Beginn der Amtszeit von Premierminister John Russell wurde Stanley im Juni 1846 Unterstaatssekretär im Außenministerium (Foreign Office) und bekleidete diese Funktion bis zum Ende von Russells Amtszeit am 23. Februar 1852. Am 4. August 1847 wurde er im Wahlkreis Cheshire North erneut als Abgeordneter in das House of Commons gewählt und gehörte diesem bis zum 2. Juni 1848 an.

### Oberhausmitglied und Kabinettsmitglied
Am 12. Mai 1848 wurde Stanley selbst als 1. Baron Eddisbury, of Winnington in the County of Chester, zum erblichen Peer erhoben und gehörte fortan dem House of Lords als Mitglied an. Beim Tod seines Vaters am 23. Oktober 1850 erbte er zudem dessen Titel als 2. Baron Stanley of Alderley und 8. Baronet, of Alderley.
Im letzten Monat von Russells Amtszeit als Premierminister war er im Februar 1852 sowohl erneut Paymaster General als auch Vizepräsident des Board of Trade.
Nach der Bildung der sogenannten „Peelite“–Koalition aus Whigs und Conservative Party durch Premierminister George Hamilton-Gordon, 4. Earl of Aberdeen wurde er 1853 erneut Paymaster General sowie zugleich Vizepräsident des Board of Trade und behielt beide Funktionen bis zum Ende der Koalitionsregierung am 6. Februar 1855.
In dem am 6. Februar 1855 von Premierminister Henry John Temple, 3. Viscount Palmerston gebildeten Kabinett übernahm Stanley das Amt des Handelsministers (President of the Board of Trade) und übte dieses Ministeramt bis zum Ende von Palmerstons Amtszeit am 20. Februar 1858 aus.
1860 wurde er von Premierminister Viscount Palmerston zum Postminister (Postmaster General) mit Kabinettsrang in die Regierung berufen und behielt dieses Amt auch in der am 29. Oktober 1865 gebildeten Regierung von Premierminister Russell bis zum Ende von dessen Amtszeit am 26. Juni 1866.
Aus seiner am 7. Oktober 1826 geschlossenen Ehe mit Henrietta Maria Dillon-Lee, einer Tochter von Henry Augustus Dillon-Lee, 13. Viscount Dillon, gingen acht Kinder hervor, darunter Henry Edward John Stanley, der bei seinem Tod, 1869, seine Adelstitel als 3. Baron Stanley of Alderley erbte. Ein weiterer Sohn war Edward Lyulph Stanley, der von seinem Bruder die Titel als 4. Baron Stanley of Alderley erbte. Zudem erbte er von einem Cousin den Titel als 4. Baron Sheffield.